# AMD Radeon serie Rx 300
La serie Radeon RX300 è una serie di chip grafici desktop di AMD e il successore della serie Radeon R200 . Il loro codice è "Pirate Islands".

## Prodotti

### Chip Grafici
| Chip Grafico | Architettura | Processo Produttivo | transistors (miliardi) | Dimensione Die | Shading Units | TMUs | ROPs | Compute Units | ACEs | GEs | Cache L2 (in KB) | DirectX     | OpenGL | OpenCL | Mantle | Vulkan | Bus      |
| ------------ | ------------ | ------------------- | ---------------------- | -------------- | ------------- | ---- | ---- | ------------- | ---- | --- | ---------------- | ----------- | ------ | ------ | ------ | ------ | -------- |
| Caicos       | TeraScale 2  | 40 nm               | 0,37                   | 67 mm²         | 160           | 8    | 4    | 2             | No   | No  | 128              | 11.2 (11_0) | 4.4    | 1.2    | No     | No     | PCIe 2.0 |
| Hainan       | GCN 1.0      | 28 nm               | 0,69                   | 56 mm²         | 320           | 20   | 8    | 5             | 2    | 1   | 128              | 12 (11_1)   | 4.6    | 1.2    | Sì     | 1.2    | PCIe 3.0 |
| Olanda       | GCN 1.0      | 28 nm               | 0,95                   | 77 mm²         | 384           | 24   | 8    | 6             | 2    | 1   | 256              | 12 (11_1)   | 4.6    | 1.2    | Sì     | 1.2    | PCIe 3.0 |
| Tobago       | GCN 2.0      | 28 nm               | 2,08                   | 160 mm²        | 896           | 56   | 16   | 14            | 2    | 2   | 256              | 12 (12_0)   | 4.6    | 2.0    | Sì     | 1.2    | PCIe 3.0 |
| Trinidad     | GCN 1.0      | 28 nm               | 2,80                   | 212 mm²        | 1280          | 80   | 32   | 24            | 2    | 2   | 512              | 12 (11_1)   | 4.6    | 1.2    | Sì     | 1.2    | PCIe 3.0 |
| Antigua      | GCN 3.0      | 28 nm               | 5,00                   | 366 mm²        | 2048          | 128  | 32   | 32            | 8    | 4   | 512              | 12 (12_0)   | 4.6    | 2.0    | Sì     | 1.2    | PCIe 3.0 |
| Grenada      | GCN 2.0      | 28 nm               | 6,20                   | 438 mm²        | 2816          | 176  | 64   | 44            | 8    | 4   | 1024             | 12 (12_0)   | 4.6    | 2.0    | Sì     | 1.2    | PCIe 3.0 |
| Fiji         | GCN 3.0      | 28 nm               | 8,90                   | 596 mm²        | 4096          | 256  | 64   | 64            | 8    | 4   | 2048             | 12 (12_0)   | 4.6    | 2.0    | Sì     | 1.2    | PCIe 3.0 |

### Modelli

#### Desktop
| Modello              | Data di Rilascio | Nome in Codice | Configurazione Core | Configurazione Core | Configurazione Core | Configurazione Core | Clock (MHz) | Clock (MHz) | Memoria | Memoria | Memoria         | Memoria             | Memoria          | Potenza Calcolo (in GFlops) | Potenza Calcolo (in GFlops) | Fillrate     | Fillrate     | Alimentazione | Alimentazione         |
| Modello              | Data di Rilascio | Nome in Codice | Shading Units       | TMUs                | ROPs                | Compute Units       | Standard    | Boost       | GB      | Tipo    | Velocità (MBPS) | Interfaccia Memoria | Bandwidth (GB/s) | Singola                     | Doppia                      | Pixel (GP/s) | Texel (GT/s) | TDP (Watt)    | Spine Aggiuntive      |
| -------------------- | ---------------- | -------------- | ------------------- | ------------------- | ------------------- | ------------------- | ----------- | ----------- | ------- | ------- | --------------- | ------------------- | ---------------- | --------------------------- | --------------------------- | ------------ | ------------ | ------------- | --------------------- |
| Radeon R5 310 (OEM)  | 5 maggio 2015    | Caicos         | 160                 | 8                   | 4                   | 2                   | 775         | 775         | 2       | DDR3    | 1610            | 64 Bit              | 12,8             | 248,0                       | N.D.                        | 3,1          | 6,2          | 35            | No                    |
| Radeon R5 330 (OEM)  | 5 maggio 2015    | Hainan         | 320                 | 20                  | 8                   | 5                   | 0830        | 0855        | 2       | DDR3    | 1800            | 64 Bit              | 14,4             | 547,2                       | N.D.                        | 6,8          | 17,1         | 50            | No                    |
| Radeon R5 340 (OEM)  | 5 maggio 2015    | Olanda         | 384                 | 24                  | 8                   | 6                   | 730         | 780         | 1       | GDDR5   | 4600            | 64 Bit              | 36,8             | 599,0                       | 37,4                        | 6,2          | 18,7         | 65            | No                    |
| Radeon R5 340X (OEM) | 5 maggio 2015    | Olanda         | 384                 | 24                  | 8                   | 6                   | 900         | 900         | 2       | DDR3    | 2000            | 64 Bit              | 16,0             | 691,2                       | 43,2                        | 7,2          | 21,6         | 65            | No                    |
| Radeon R7 340 (OEM)  | 5 maggio 2015    | Olanda         | 384                 | 24                  | 8                   | 6                   | 730         | 780         | 2       | DDR3    | 1800            | 128 Bit             | 28,8             | 599,0                       | 37,4                        | 6,2          | 18,7         | 50            | No                    |
| Radeon R7 350 (OEM)  | 5 maggio 2015    | Olanda         | 384                 | 24                  | 8                   | 6                   | 1000        | 1050        | 2       | GDDR5   | 4600            | 128 Bit             | 73,6             | 806,4                       | 50,4                        | 8,4          | 25,2         | 65            | No                    |
| Radeon R7 350X (OEM) | 5 maggio 2015    | Olanda         | 384                 | 24                  | 8                   | 6                   | 1000        | 1050        | 2       | GDDR5   | 2000            | 128 Bit             | 32,0             | 806,4                       | 50,4                        | 8,4          | 25,2         | 65            | No                    |
| Radeon R7 360        | 18 giugno 2015   | Tobago         | 768                 | 48                  | 16                  | 12                  | 1000        | 1050        | 2       | GDDR5   | 6000            | 128 Bit             | 96,0             | 1613                        | 100,8                       | 16,8         | 50,4         | 100           | 1 x 6 pin             |
| Radeon R7 370        | 18 giugno 2015   | Trinidad       | 1024                | 64                  | 32                  | 16                  | 925         | 975         | 2       | GDDR5   | 5600            | 256 Bit             | 179,2            | 1997                        | 124,8                       | 31,2         | 62,4         | 110           | 1 x 6 pin             |
| Radeon R9 360 (OEM)  | 5 maggio 2015    | Tobago         | 768                 | 48                  | 16                  | 12                  | 1000        | 1050        | 2       | GDDR5   | 6500            | 128 Bit             | 104,0            | 1613                        | 100,8                       | 16,8         | 50,4         | 85            | 1 x 6 pin             |
| Radeon R9 370        | 5 maggio 2015    | Trinidad       | 1280                | 80                  | 32                  | 24                  | 925         | 975         | 2       | GDDR5   | 5600            | 256 Bit             | 179,2            | 2496                        | 156,0                       | 31,2         | 78,0         | 110           | 1 x 6 pin             |
| Radeon R9 370X       | 5 maggio 2015    | Trinidad       | 1280                | 80                  | 32                  | 24                  | 980         | 1030        | 2       | GDDR5   | 5600            | 256 Bit             | 179,2            | 2637                        | 164,8                       | 32,9         | 82,4         | 180           | 2 x 6 pin             |
| Radeon R9 380 (OEM)  | 5 maggio 2015    | Antigua        | 1792                | 112                 | 32                  | 28                  | 918         | 918         | 4       | GDDR5   | 5500            | 256 Bit             | 176,0            | 3290                        | 205,6                       | 29,3         | 102,8        | 190           | 2 x 6 pin             |
| Radeon R9 380X       | 19 novembre 2015 | Antigua        | 2048                | 128                 | 32                  | 32                  | 970         | 970         | 4       | GDDR5   | 5700            | 256 Bit             | 182,4            | 3973                        | 248,3                       | 31,0         | 124,2        | 190           | 2 x 6 pin             |
| Radeon R9 390        | 18 giugno 2015   | Grenada        | 2560                | 160                 | 64                  | 40                  | 1000        | 1000        | 8       | GDDR5   | 6000            | 512 Bit             | 384,0            | 5120                        | 640,0                       | 64,0         | 160,0        | 275           | 1 x 6 pin e 1 x 8 pin |
| Radeon R9 390X       | 18 giugno 2015   | Grenada        | 2916                | 176                 | 64                  | 44                  | 1050        | 1050        | 8       | GDDR5   | 6000            | 512 Bit             | 384,0            | 5914                        | 739,2                       | 67,2         | 184,8        | 275           | 1 x 6 pin e 1 x 8 pin |
| Radeon R9 390X X2    | 3 settembre 2015 | Grenada        | 2560 x2             | 160 x2              | 64 x2               | 40 x2               | 1000        | 1000        | 8 x2    | GDDR5   | 5400            | 512 Bit x2          | 345,6 x2         | 5120 x2                     | 640,0 x2                    | 64,0 x2      | 160 x2       | 580           | 4 x 8 pin             |
| Radeon R9 Nano       | 27 agosto 2015   | Fiji           | 4096                | 256                 | 64                  | 64                  | 1000        | 1000        | 4       | HBM     | 1000            | 4096 Bit            | 512,0            | 8192                        | 512,0                       | 64,0         | 256,0        | 175           | 1 x 8 pin             |
| Radeon R9 Fury       | 10 luglio 2015   | Fiji           | 3584                | 224                 | 64                  | 56                  | 1000        | 1000        | 4       | HBM     | 1000            | 4096 Bit            | 512,0            | 7168                        | 448,0                       | 64,0         | 224,0        | 275           | 2 x 8 pin             |
| Radeon R9 Fury X     | 24 giugno 2015   | Fiji           | 4096 x2             | 256 x2              | 64                  | 64                  | 1050        | 1050        | 4       | HBM     | 1000            | 4096 Bit            | 512,0            | 8602                        | 537,6                       | 67,2         | 268,8        | 275           | 2 x 8 pin             |
| Radeon Pro Duo       | 26 aprile 2016   | Fiji           | 4096 x2             | 256 x2              | 64 x2               | 64 x2               | 1000        | 1000        | 4 x2    | HBM     | 1000            | 4096 Bit x2         | 512,0 x2         | 8192 x2                     | 512,0 x2                    | 64,0 x2      | 256,0 x2     | 350           | 3 x 8 pin             |

#### Mobile
| Modello         | Rilascio   | Nome in Codice | Architettura e Fabbricazione | Transistors (milioni) | Dimensione Die (mm²) | Configurazione Core | Clock (Mhz) | Clock (Mhz) | Memoria | Memoria | Memoria          | Memoria         | Fillrate     | Fillrate       | Potenza di Elaborazione (GFLOPS) | Potenza di Elaborazione (GFLOPS) | TDP (Watt) |
| Modello         | Rilascio   | Nome in Codice | Architettura e Fabbricazione | Transistors (milioni) | Dimensione Die (mm²) | Configurazione Core | Base        | Boost       | GB      | Tipo    | Bandwidth (GB/s) | Velocità (GBPS) | Pixel (GP/s) | Texture (GT/s) | Precisione Singola               | Precisione Doppia                | TDP (Watt) |
| --------------- | ---------- | -------------- | ---------------------------- | --------------------- | -------------------- | ------------------- | ----------- | ----------- | ------- | ------- | ---------------- | --------------- | ------------ | -------------- | -------------------------------- | -------------------------------- | ---------- |
| Radeon R5 M315  | 05/05/2015 | Meso           | GCN 3.0 TSMC 28nm            | 1550                  | 125                  | 384:24:8:6          | 970         | 970         | 2       | DDR3    | 14.4             | 1.8             | 7.7          | 23.2           | 745                              | 46.5                             | N.D.       |
| Radeon R5 M320  | 05/05/2015 | Jet            | GCN 1.0 TSMC 28nm            | 690                   | 56                   | 320:20:8:5          | 780         | 855         | 4       | DDR3    | 16.0             | 2.0             | 6.8          | 17.1           | 547                              | 34.2                             | N.D.       |
| Radeon R5 M330  | 05/05/2015 | Exo            | GCN 1.0 TSMC 28nm            | 690                   | 56                   | 320:20:8:5          | 955         | 1030        | 2       | DDR3    | 14.4             | 1.8             | 8.2          | 20.6           | 659                              | 41.2                             | 18         |
| Radeon R5 M335  | 21/10/2015 | Exo            | GCN 1.0 TSMC 28nm            | 690                   | 56                   | 320:20:8:5          | 1070        | 1070        | 2       | DDR3    | 14.4             | 1.8             | 8.5          | 21.4           | 684                              | 42.8                             | N.D.       |
| Radeon R7 M340  | 06/12/2015 | Opal           | GCN 1.0 TSMC 28nm            | 950                   | 77                   | 384:24:8:6          | 620         | 715         | 1       | DDR3    | 16.0             | 2.0             | 5.7          | 17.1           | 549                              | 34.3                             | N.D.       |
| Radeon R7 M350  | 06/12/2015 | Opal           | GCN 1.0 TSMC 28nm            | 950                   | 77                   | 384:24:8:6          | 725         | 825         | 2       | DDR3    | 14.4             | 1.8             | 6.6          | 19.8           | 633                              | 39.6                             | N.D.       |
| Radeon R7 M360  | 05/05/2015 | Meso           | GCN 3.0 TSMC 28nm            | 1550                  | 125                  | 384:24:8:6          | 1100        | 1125        | 2       | DDR3    | 14.4             | 1.8             | 9.0          | 27.0           | 864                              | 54.0                             | N.D.       |
| Radeon R7 M365X | 05/05/2015 | Litho          | GCN 1.0 TSMC 28nm            | 690                   | 56                   | 384:24:8:6          | 900         | 960         | 1       | GDDR5   | 64.0             | 4.0             | 7.6          | 23.0           | 737                              | 46.0                             | N.D.       |
| Radeon R7 M370  | 05/05/2015 | Litho          | GCN 1.0 TSMC 28nm            | 690                   | 56                   | 384:24:8:6          | 900         | 960         | 4       | GDDR5   | 73.6             | 4.6             | 7.6          | 23.0           | 737                              | 46.0                             | N.D.       |
| Radeon R7 M380  | 05/05/2015 | Tropo          | GCN 1.0 TSMC 28nm            | 1500                  | 123                  | 640:40:16:10        | 900         | 915         | 4       | DDR3    | 32.0             | 2.0             | 14.6         | 36.6           | 1171                             | 73.2                             | N.D.       |
| Radeon R9 M360  | 05/05/2015 | Tropo          | GCN 1.0 TSMC 28nm            | 1500                  | 123                  | 512:32:16:8         | 900         | 925         | 4       | GDDR5   | 72.0             | 4.5             | 14.8         | 29.6           | 947                              | 59.2                             | N.D.       |
| Radeon R9 M365X | 05/05/2015 | Tropo          | GCN 1.0 TSMC 28nm            | 1500                  | 123                  | 640:40:16:10        | 900         | 925         | 4       | GDDR5   | 72.0             | 4.5             | 14.8         | 37.0           | 1184                             | 74.0                             | N.D.       |
| Radeon R9 M375  | 05/05/2015 | Tropo          | GCN 1.0 TSMC 28nm            | 1500                  | 123                  | 640:40:16:10        | 1000        | 1015        | 2       | DDR3    | 28.8             | 1.8             | 16.2         | 40.6           | 1299                             | 81.2                             | N.D.       |
| Radeon R9 M375X | 05/05/2015 | Tropo          | GCN 1.0 TSMC 28nm            | 1500                  | 123                  | 640:40:16:10        | 925         | 1015        | 2       | GDDR5   | 72.0             | 4.5             | 16.2         | 40.6           | 1299                             | 81.2                             | N.D.       |
| Radeon R9 M380  | 05/05/2015 | Strato         | GCN 2.0 TSMC 28nm            | 2080                  | 160                  | 768:48:16:12        | 900         | 1000        | 4       | GDDR5   | 96.0             | 6.0             | 16.0         | 48.0           | 1536                             | 96.0                             | N.D.       |
| Radeon R9 M385  | 05/05/2015 | Strato         | GCN 2.0 TSMC 28nm            | 2080                  | 160                  | 896:56:16:14        | 900         | 1000        | 4       | GDDR5   | 76.8             | 4.8             | 16.0         | 56.0           | 1792                             | 112.0                            | N.D.       |
| Radeon R9 M385X | 05/05/2015 | Strato         | GCN 2.0 TSMC 28nm            | 2080                  | 160                  | 896:56:16:14        | 1000        | 1100        | 4       | GDDR5   | 76.8             | 4.8             | 17.6         | 61.6           | 1971                             | 123.2                            | N.D.       |
| Radeon R9 M390X | 05/05/2015 | Amethyst       | GCN 3.0 TSMC 28nm            | 5000                  | 366                  | 2048:128:32:32      | 723         | 723         | 4       | GDDR5   | 160.0            | 5.0             | 23.1         | 92.5           | 2961                             | 185.1                            | 75         |
| Radeon R9 M395X | 05/05/2015 | Amethyst       | GCN 3.0 TSMC 28nm            | 5000                  | 366                  | 2048:128:32:32      | 723         | 723         | 8       | GDDR5   | 160.0            | 5.0             | 23.1         | 92.5           | 2961                             | 185.1                            | 75         |

### Annotazioni
1. ↑  Rebrand Ufficiale della R5 235
2. ↑  Rebrand Ufficiale della R7 240 OEM
3. ↑  Shading Units:TMUs:ROPs:Compute Units

### Fonti
1. ↑  (EN) AMD Caicos GPU Specs, su TechPowerUp. URL consultato il 30 maggio 2022.
2. ↑  (EN) AMD Hainan GPU Specs, su TechPowerUp. URL consultato il 30 maggio 2022.
3. ↑  (EN) AMD Oland GPU Specs, su TechPowerUp. URL consultato il 30 maggio 2022.
4. ↑  (EN) AMD Tobago GPU Specs, su TechPowerUp. URL consultato il 30 maggio 2022.
5. ↑  (EN) AMD Trinidad GPU Specs, su TechPowerUp. URL consultato il 30 maggio 2022.
6. ↑  (EN) AMD Antigua GPU Specs, su TechPowerUp. URL consultato il 30 maggio 2022.
7. ↑  (EN) AMD Grenada GPU Specs, su TechPowerUp. URL consultato il 30 maggio 2022.
8. ↑  (EN) AMD Fiji GPU Specs, su TechPowerUp. URL consultato il 30 maggio 2022.
9. ↑  (EN) AMD Radeon R5 310 OEM Specs, su TechPowerUp. URL consultato il 30 maggio 2022.
10. ↑  (EN) AMD Radeon R5 330 OEM Specs, su TechPowerUp. URL consultato il 30 maggio 2022.
11. ↑  (EN) AMD Radeon R5 340 OEM Specs, su TechPowerUp. URL consultato il 30 maggio 2022.
12. ↑  (EN) AMD Radeon R5 340X OEM Specs, su TechPowerUp. URL consultato il 30 maggio 2022.
13. ↑  (EN) AMD Radeon R7 340 OEM Specs, su TechPowerUp. URL consultato il 30 maggio 2022.
14. ↑  (EN) AMD Radeon R7 350 OEM Specs, su TechPowerUp. URL consultato il 30 maggio 2022.
15. ↑  (EN) AMD Radeon R7 360 Specs, su TechPowerUp. URL consultato il 30 maggio 2022.
16. ↑  (EN) AMD Radeon R7 370 Specs, su TechPowerUp. URL consultato il 30 maggio 2022.
17. ↑  (EN) AMD Radeon R9 360 OEM Specs, su TechPowerUp. URL consultato il 30 maggio 2022.
18. ↑  (EN) AMD Radeon R9 370 Specs, su TechPowerUp. URL consultato il 30 maggio 2022.
19. ↑  (EN) AMD Radeon R9 370X Specs, su TechPowerUp. URL consultato il 30 maggio 2022.
20. ↑  (EN) TechPowerUp, su TechPowerUp. URL consultato il 30 maggio 2022.
21. ↑  (EN) AMD Radeon R9 380X Specs, su TechPowerUp. URL consultato il 30 maggio 2022.
22. ↑  (EN) AMD Radeon R9 390 Specs, su TechPowerUp. URL consultato il 30 maggio 2022.
23. ↑  (EN) AMD Radeon R9 390X Specs, su TechPowerUp. URL consultato il 30 maggio 2022.
24. ↑  (EN) AMD Radeon R9 390 X2 Specs, su TechPowerUp. URL consultato il 30 maggio 2022.
25. ↑  (EN) AMD Radeon R9 Nano Specs, su TechPowerUp. URL consultato il 30 maggio 2022.
26. ↑  (EN) AMD Radeon R9 FURY Specs, su TechPowerUp. URL consultato il 30 maggio 2022.
27. ↑  (EN) AMD Radeon R9 FURY X Specs, su TechPowerUp. URL consultato il 30 maggio 2022.
28. ↑  (EN) AMD Radeon Pro Duo Specs, su TechPowerUp. URL consultato il 30 maggio 2022.
29. ↑  (EN) AMD Radeon R5 M315 Specs, su TechPowerUp. URL consultato il 19 giugno 2024.
30. ↑  (EN) AMD Radeon R5 M320 Specs, su TechPowerUp. URL consultato il 19 giugno 2024.
31. ↑  (EN) AMD Radeon R5 M330 Specs, su TechPowerUp. URL consultato il 19 giugno 2024.
32. ↑  (EN) AMD Radeon R5 M335 Specs, su TechPowerUp. URL consultato il 19 giugno 2024.
33. ↑  (EN) AMD Radeon R7 M340 Specs, su TechPowerUp. URL consultato il 19 giugno 2024.
34. ↑  (EN) AMD Radeon R7 350 Fake Card, su TechPowerUp. URL consultato il 19 giugno 2024.
35. ↑  (EN) AMD Radeon R7 M360 Specs, su TechPowerUp. URL consultato il 19 giugno 2024.
36. ↑  (EN) AMD Radeon R7 M365X Specs, su TechPowerUp. URL consultato il 19 giugno 2024.
37. ↑  (EN) AMD Radeon R7 M370 Specs, su TechPowerUp. URL consultato il 19 giugno 2024.
38. ↑  (EN) AMD Radeon R7 M380 Specs, su TechPowerUp. URL consultato il 19 giugno 2024.
39. ↑  (EN) AMD Radeon R9 M360 Specs, su TechPowerUp. URL consultato il 19 giugno 2024.
40. ↑  (EN) AMD Radeon R9 M365X Specs, su TechPowerUp. URL consultato il 19 giugno 2024.
41. ↑  (EN) AMD Radeon R9 M375 Specs, su TechPowerUp. URL consultato il 19 giugno 2024.
42. ↑  (EN) AMD Radeon R9 M375X Specs, su TechPowerUp. URL consultato il 19 giugno 2024.
43. ↑  (EN) AMD Radeon R9 M380 Specs, su TechPowerUp. URL consultato il 19 giugno 2024.
44. ↑  (EN) AMD Radeon R9 M385 Specs, su TechPowerUp. URL consultato il 19 giugno 2024.}
45. ↑  (EN) AMD Radeon R9 M385X Specs, su TechPowerUp. URL consultato il 19 giugno 2024.
46. ↑  (EN) AMD Radeon R9 M390X Specs, su TechPowerUp. URL consultato il 19 giugno 2024.
47. ↑  (EN) AMD Radeon R9 M395X Specs, su TechPowerUp. URL consultato il 19 giugno 2024.